# Melissodes denticulata
Melissodes denticulata är en biart som beskrevs av Smith 1854. Melissodes denticulata ingår i släktet Melissodes och familjen långtungebin. Inga underarter finns listade i Catalogue of Life.

## Bildgalleri

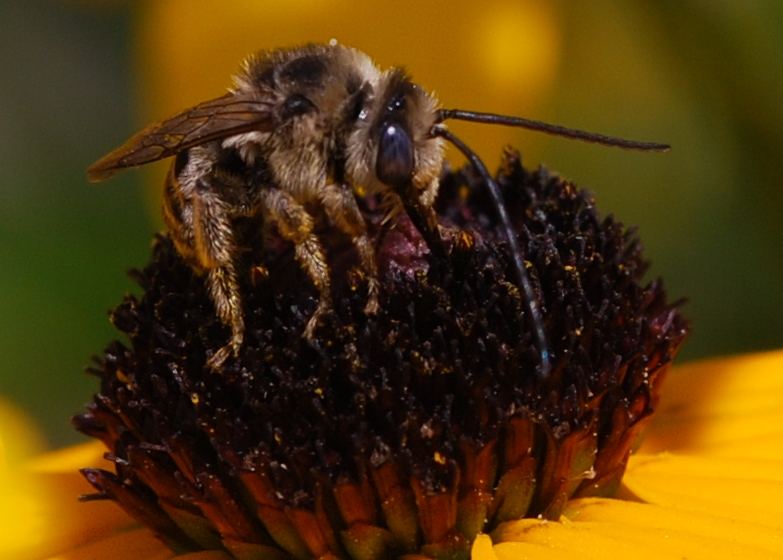
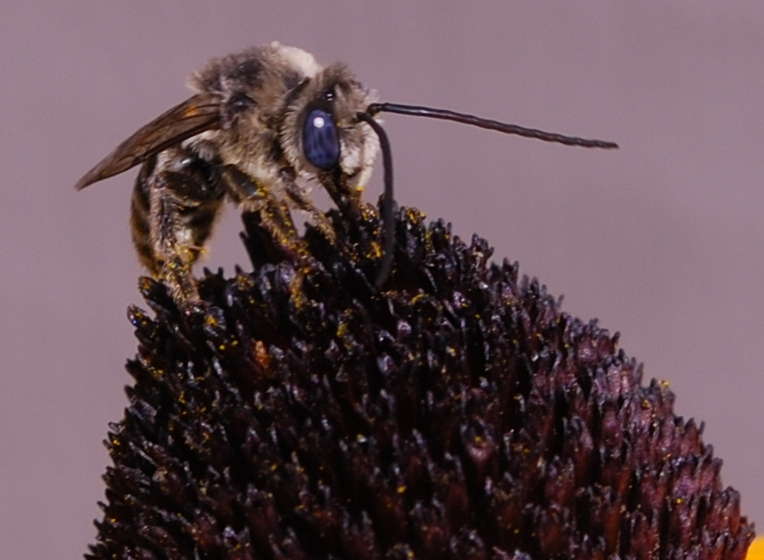
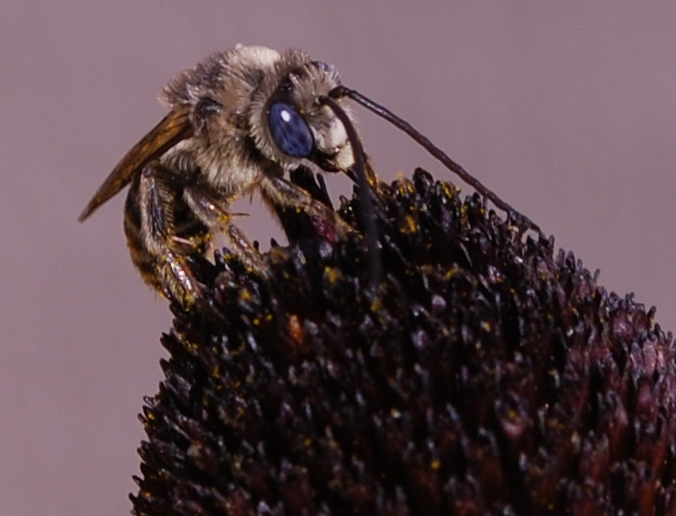
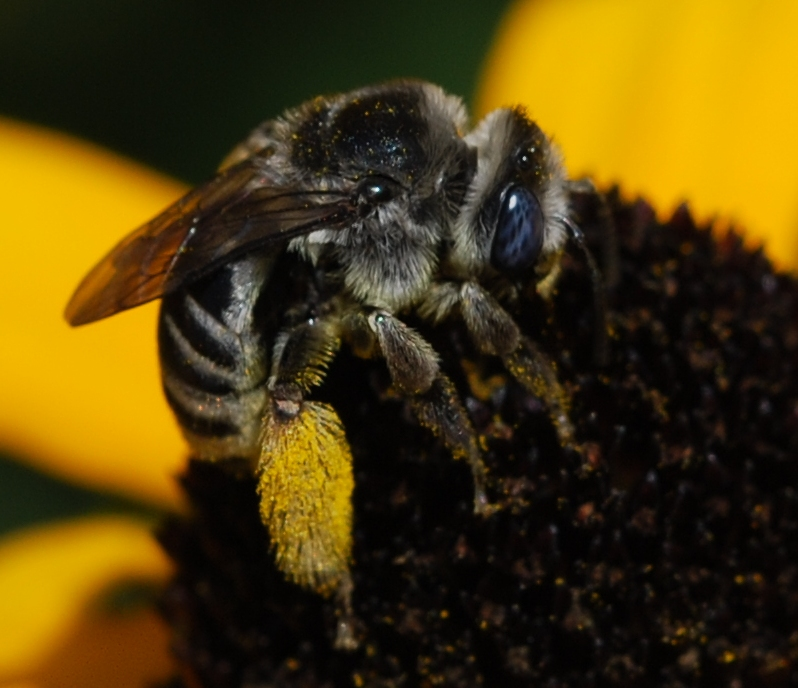
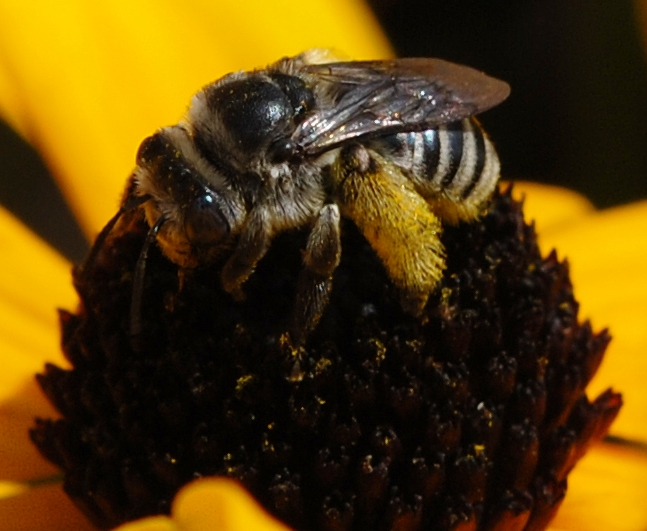